# HD190229
HD190229 або 14 Стріли — хімічно пекулярна зоря спектрального класу
B9 й має видиму зоряну величину в смузі V приблизно 5,6.
Вона знаходиться у сузір'ї Стріли і розташована на відстані близько 637,0 світлових років від Сонця.
Цей об'єкт є спектрально-подвійною зорею.

## Пекулярний хімічний склад
Зоряна атмосфера HD190229 має підвищений вміст Hg .

## Астеризм
Зоря входить до китайського астеризму 左旗 (Zuǒ Qí, тобто Лівий прапор), що складається з α Стріли, β Стріли, δ Стріли, ζ Стріли, γ Стріли, 13 Стріли, 11 Стріли, 14 Стріли і ρ Орла..